# Ceanothus greggii
Ceanothus greggii är en brakvedsväxtart som beskrevs av Samuel Frederick Gray. Ceanothus greggii ingår i släktet Ceanothus och familjen brakvedsväxter.

## Underarter
Arten delas in i följande underarter:
- C. g. franklinii
- C. g. greggii
- C. g. perplexans
- C. g. vestitus

## Bildgalleri

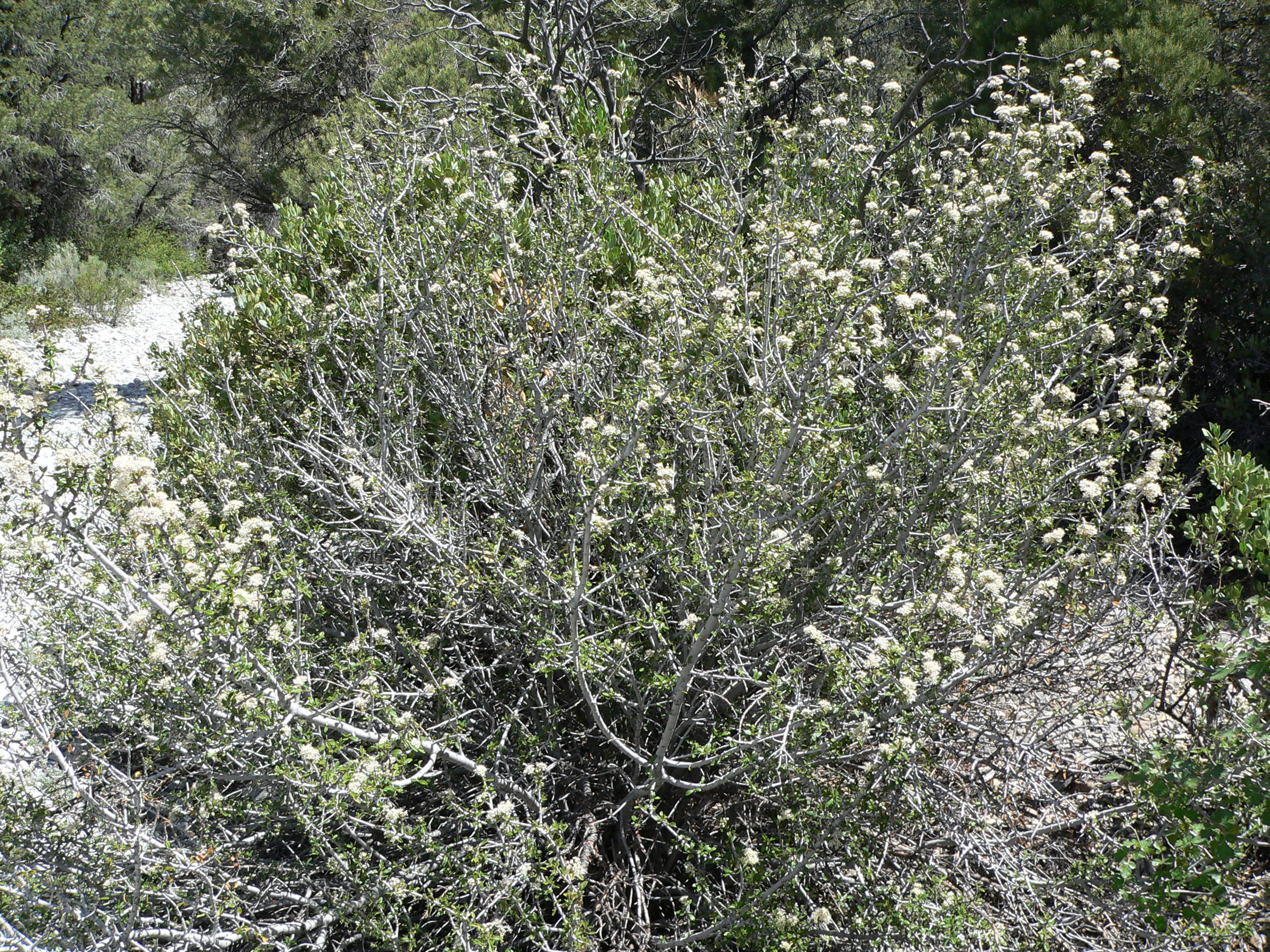
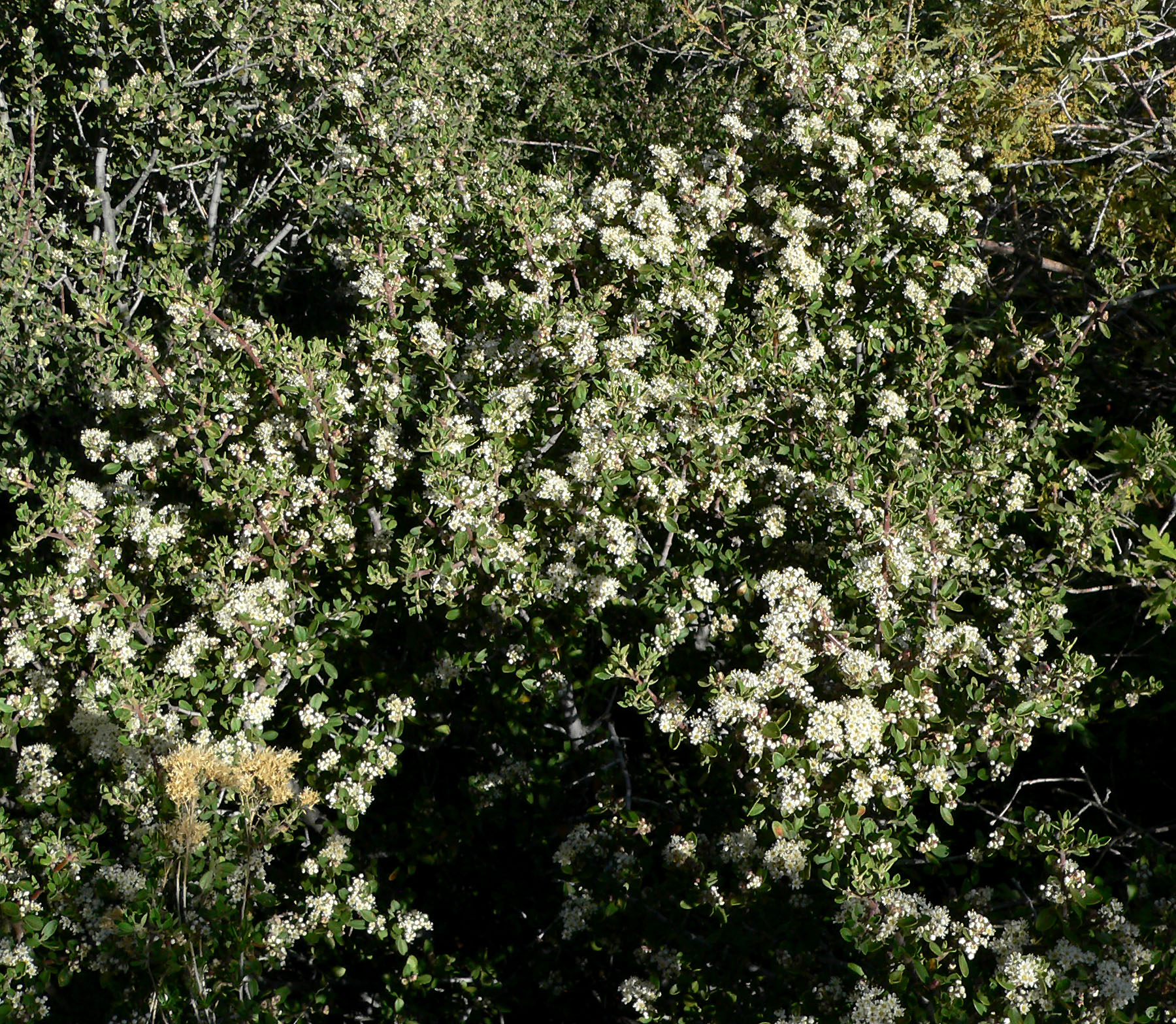
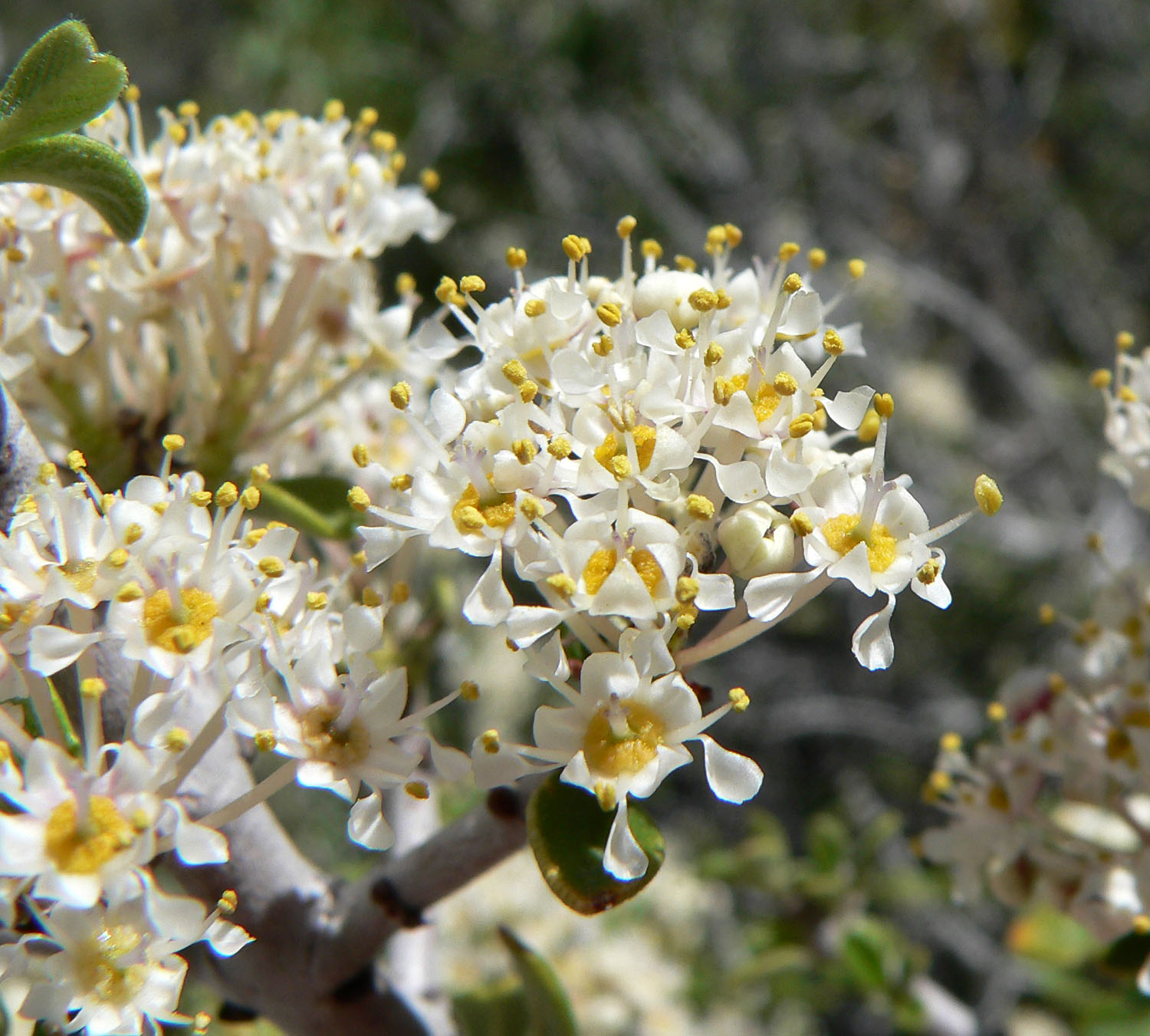
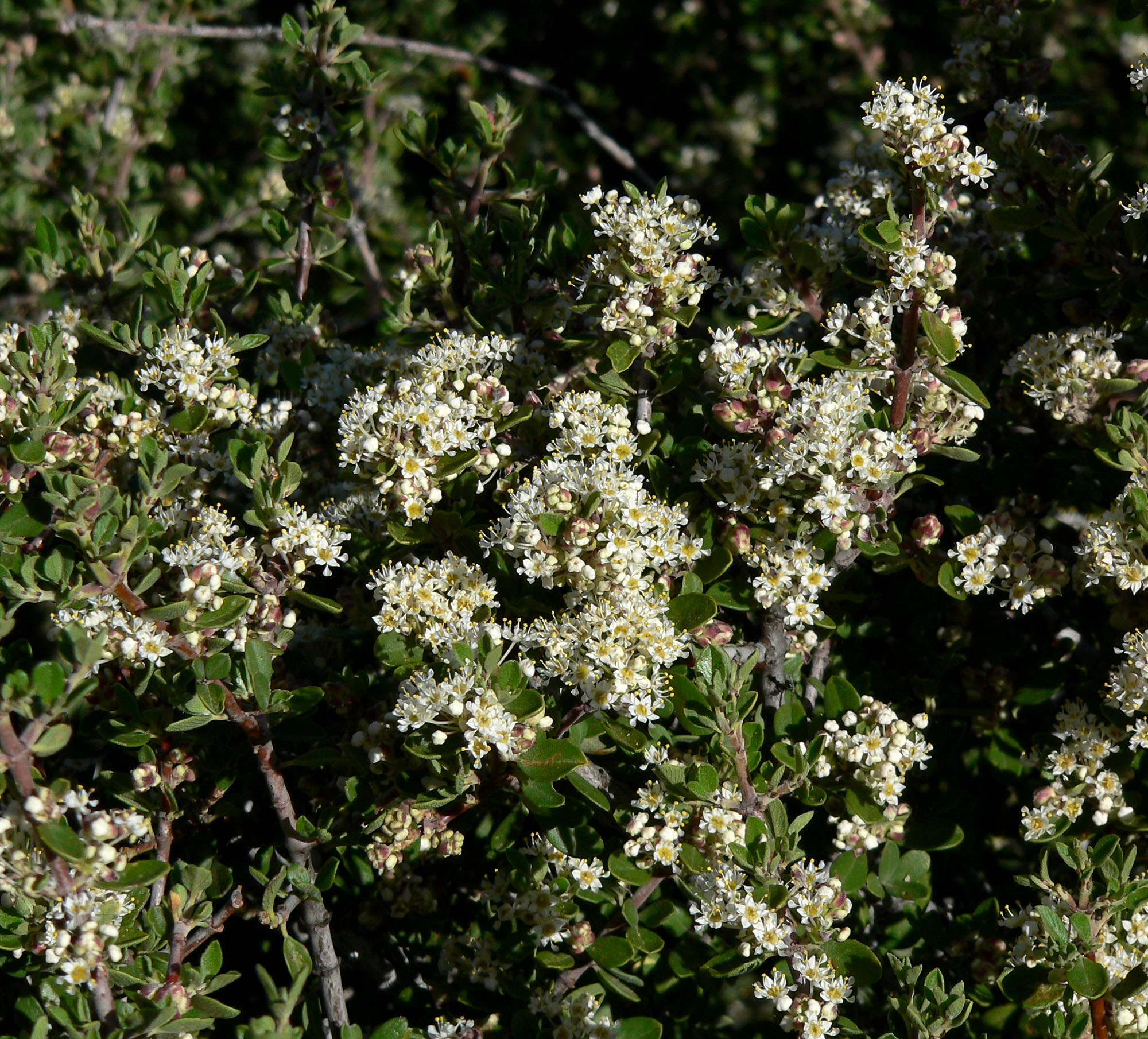
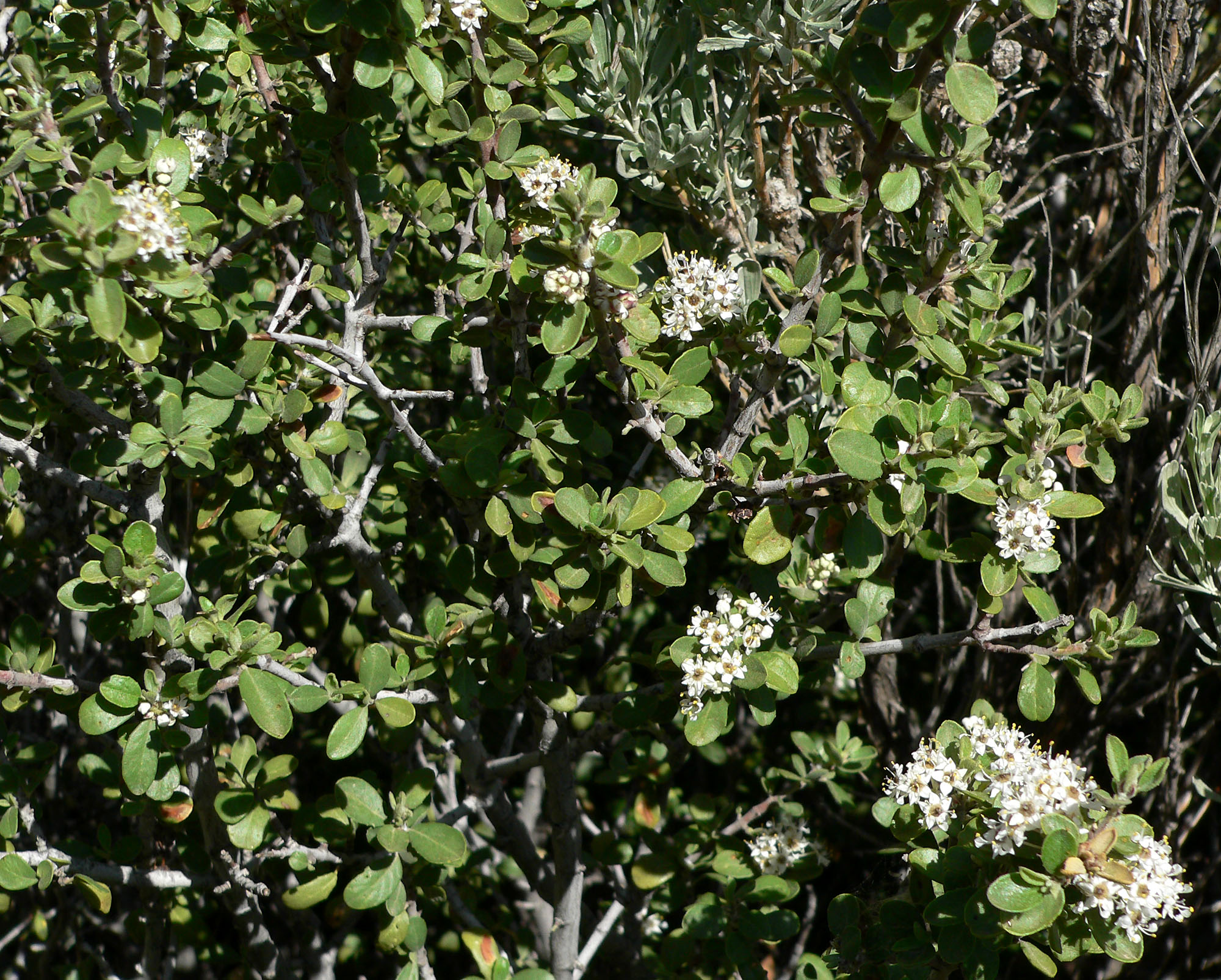
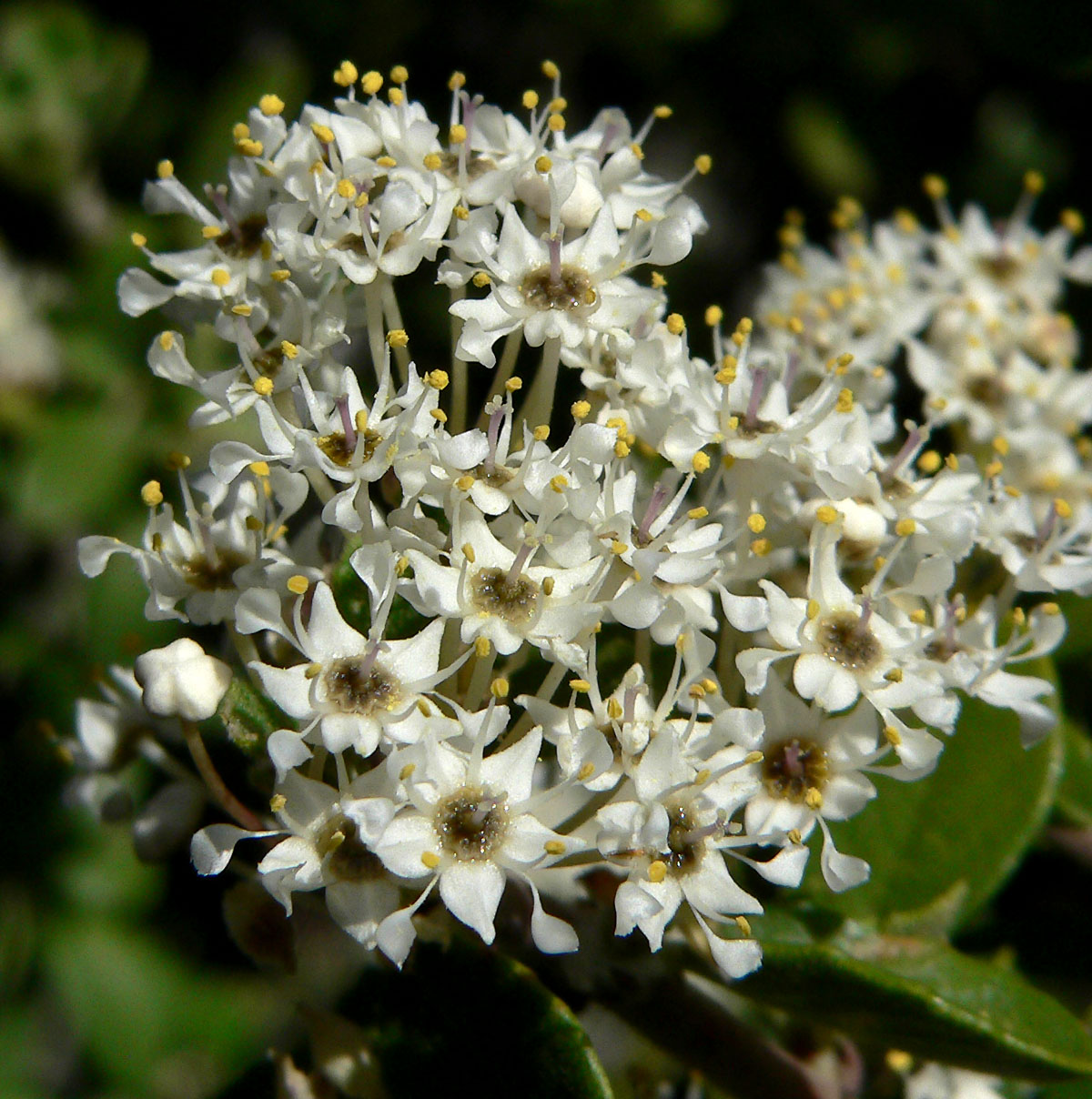